# Sprecherausschussgesetz
Das Sprecherausschussgesetz regelt die Vertretung der leitenden Angestellten in Betrieben, die mehr als zehn leitende Angestellte  haben.
Es erging 1988 als Artikel 2 des Gesetzes zur Änderung des Betriebsverfassungsgesetzes, über Sprecherausschüsse der leitenden Angestellten und zur Sicherung der Montan-Mitbestimmung.
Das Gesetz ist gegliedert in:
1. Allgemeine Vorschriften
2. Sprecherausschuss, Versammlung der leitenden Angestellten, Gesamt-, Unternehmens- und Konzernsprecherausschuss
3. Mitwirkung der leitenden Angestellten
4. Besondere Vorschriften
5. Straf- und Bußgeldvorschriften
6. Übergangs- und Schlußvorschriften +Anhang EV Auszug aus EinigVtr Anlage I Kapitel VIII Sachgebiet A Abschnitt III (BGBl. II 1990, 889, 1023) – Maßgaben für das beigetretene Gebiet (Art. 3 EinigVtr) -